# Sandawe (langue)
Pour les articles homonymes, voir Sandawe.
Le sandawe est une langue tonale parlée dans la région de Dodoma, en Tanzanie. On dénombre actuellement entre 30 000 (Tucker, 1977) et 70 000 (SIL 1987) locuteurs. Elle est classée par Greenberg (1976) comme une langue khoïsan en raison de la présence de clics dans sa prononciation.

## Écriture
Le sandawe a une écriture standardisée, plusieurs locuteurs représentant différentes parties de la région parlant le sandawe s’étant mis en accord sur une orthographe lors d’une réunion en 2002.